# グロリア 永遠の青春
『グロリア 永遠の青春』（グロリア えいえんのせいしゅん、Gloria Bell）は2018年のアメリカ合衆国・チリのドラマ映画。監督はセバスティアン・レリオ、出演はジュリアン・ムーアとジョン・タトゥーロなど。離婚や子育てを経て、自由気ままな独身生活を再び謳歌するアラフィフ女性を描いた作品で、レリオ監督の2013年の映画『グロリアの青春』のハリウッドリメイクである。
なお、本作におけるムーアの演技は「キャリアベストの名演技」と称賛されている。

## ストーリー
夫との離婚後、グロリア・ベルは独身生活を謳歌していた。昼間は事務員として働き、夜はロサンゼルスのダンスクラブに繰り出す生活を送っていた。ある日の夜、グロリアは魅力的な男性（アーノルド）と出会い、瞬く間に恋に落ちた。グロリアはアーノルドとの恋に新たな生き甲斐を見出したが、彼が別れた妻のことを気にかけるのにやきもきさせられるのだった。

## キャスト
- グロリア・ベル: ジュリアン・ムーア - 離婚経験ありの中年女性。
- アーノルド: ジョン・タトゥーロ - 離婚経験ありの中年男性。
- ピーター: マイケル・セラ - グロリアの息子。乳児の息子の育児中。
- ダスティン・メイソン: ブラッド・ギャレット - グロリアの元夫。ピーターの父親。
- ヒラリー・ベル: ホランド・テイラー - グロリアの母親。
- ジェレミー: ショーン・アスティン - グロリアがカジノで出会った男性。
- 近所の人: タイソン・リッター - グロリアのアパートの大家の息子。精神を病んでいる。
- アン: カレン・ピストリアス（英語版） - グロリアとダスティンの娘。婚約中。
- フィオナ・メイソン: ジーン・トリプルホーン - ダスティンの現在の妻。
- ヴァージニア: キャシー・トムソン（英語版）
- ヴィッキー: リタ・ウィルソン
- ヴェロニカ: アラナ・ユーバック（英語版）
- メリンダ: バルバラ・スコヴァ - グロリアの同僚。

## 製作・音楽
2017年5月12日、セバスティアン・レリオが『グロリアの青春』のリイマジネーション版を製作する意向を明らかにし、ジュリアン・ムーアが主演に起用される見込みだと報じられた。11月16日、カレン・ピストリアスとジョン・タトゥーロの出演が決まったとの報道があった。29日、ショーン・アスティンがキャスト入りした。12月15日、タイソン・リッターが本作に出演することになったと報じられた。
2018年8月18日、マシュー・ハーバートが本作で使用される楽曲を手掛けるとの報道があった。2019年3月8日、ミラン・レコーズが本作のサウンドトラックを発売した。

## 公開・興行収入
2018年8月20日、A24が本作の全米配給権を購入したとの報道があった。9月7日、本作は第43回トロント国際映画祭でプレミア上映された。11月13日、本作のオフィシャル・トレイラーが公開された。
2019年3月8日、本作は全米5館で限定公開され、公開初週末に14万5218ドル（1館当たり2万9043ドル）を稼ぎ出し、週末興行収入ランキング初登場36位となった。22日、本作は全米654館にまで公開規模が拡大され、週末に165万ドルを稼ぎ出し、週末興行収入ランキング8位となった。

## 評価
本作は批評家から絶賛されている。映画批評集積サイトのRotten Tomatoesには206件のレビューがあり、批評家支持率は91%、平均点は10点満点で7.5点となっている。サイト側による批評家の見解の要約は「ビジュアルは型にはまっておらず、ストーリーにも細やかな装飾が施されている。『グロリア 永遠の青春』においてそれが可能だったのは、偏にジュリアン・ムーアの名演のお陰である。彼女は果たすべき役割を十二分に果たしたと言える。」となっている。また、Metacriticには40件のレビューがあり、加重平均値は79/100となっている。